# Peet Vallak
Peet Vallak (mit bürgerlichem Namen Peeter Pedajas; * 23. Juni 1893 in Suitsuküla, heute Landgemeinde Saarde, Kreis Pärnu; † 17. März 1959 in Tartu, Estland) war ein estnischer Schriftsteller.

## Leben und Schaffen
Peet Vallak machte 1911 sein Abitur am Progymnasium von Pärnu. Bereits ab 1908 schrieb er Kurzprosa. Vellak wollte früh eine Karriere als Künstler einschlagen. 1913 nahm er Kunstunterricht in Tartu bei Kristjan Raud und von 1913 bis 1915 in Petrograd. Während des Ersten Weltkriegs war er als Journalist tätig. Danach nahm er am Estnischen Freiheitskrieg gegen Sowjetrussland teil.
1921/22 setzte Vallak seine Studien an der Künstlerschule Pallas in Tartu fort. Anschließend ließ er sich als freischaffender Schriftsteller und Zeichner nieder. Von 1938 bis 1940 war er Dramaturg am Theater Vanemuine in Tartu.
Vallak schrieb hauptsächlich Novellen und Kurzgeschichten, mit denen er in der Zwischenkriegszeit als Prosaautor bekannt wurde. Im Mittelpunkt stehen oft dramatische Ereignisse oder seltsame Begebenheiten des Lebens. Die Charaktere seiner Geschichten sind realistisch geschildert und stellen meist Menschen da, die mit Schwierigkeiten zu kämpfen haben. Seine Werke sind vom Expressionismus beeinflusst. Die Erzählweise ist gelegentlich drastisch oder grotesk. Spätere Novellen sind in eher ruhigerem Ton gehalten.

## Werke (Auswahl)
- Luupainajad (Komödie unter dem Pseudonym Egon Närep, bis heute unaufgeführt, 1924)
- Must rist (Novellensammlung, 1925)
- Epp Pillarpardi Punjaba potitehas (Novellensammlung, 1925)
- Ajude mäss (Novellensammlung, 1926)
- Hulgus (Roman, 1927)
- Relvad vastamisi (Novellensammlung, 1929)
- Omakohus (Novellensammlung, 1932)
- Neli tuult jalge all (Novellensammlung, 1934)
- Teod pahurpidi (Novellensammlung, 1935)
- Armuleib (Novellensammlung, 1936)
- Lambavarga Näpsi lorijutte (Novellensammlung, 1938)

## Deutsche Übersetzungen
- In der alten Schenke – Die Frau vom Lande. Übersetzt von Helga Viira, in: Der letzte Strandräuber. Estnische Erzählungen aus sieben Jahrzehnten. Ausgewählt von Alexander Baer, Welta Ehlert, Nikolai Sillat. Berlin: Volk und Welt 1975, S. 52–71.
- Kunst und Missetat. Übersetzt von Aivo Kaidja, in: Estnische Novellen. Ausgewählt von Endel Sõgel. Tallinn: Perioodika 1979, S. 142–146.

## Privatleben
Peet Vallak war mit der estnischen Journalistin und Übersetzerin Marje Pedajas (1895–1992) verheiratet.